# Paraluteres arqat
Paraluteres arqat és una espècie de peix de la família dels monacàntids i de l'ordre dels tetraodontiformes.

## Hàbitat
És un peix marí, de clima tropical i demersal.

## Distribució geogràfica
Es troba a Egipte.

## Observacions
És inofensiu per als humans.